# لسلی گولدی
لسلی گولدی (انگلیسی: Lesley Goldie) بازیگر، آموزگار زبان انگلیسی و طراح داخلی اهل بریتانیا است. وی دانش‌آموختهٔ دانشگاه کوئین مری لندن است.
از فیلم‌ها یا مجموعه‌های تلویزیونی که وی در آن‌ها نقش داشته است، می‌توان به داستان‌های باورنکردنی و بنی هیل شو اشاره نمود.